# Bab el Bhar

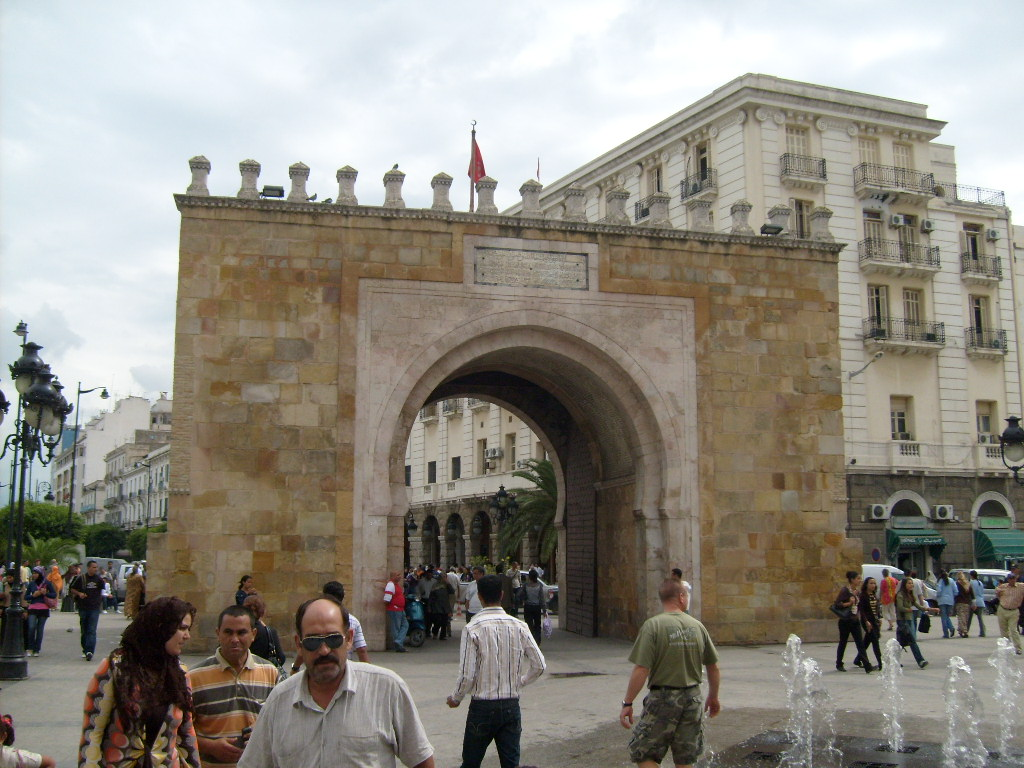
De Bab el Bhar in 2008.

De Bab el Bhar (Arabisch: باب بحر), ook bekend onder de naam Porte de France, is een stadspoort in de Tunesische hoofdstad Tunis. Letterlijk betekent Bab el Bhar Poort van de zee, naar de verbinding die de poort maakt tussen de stad en de zee. Na de onafhankelijkheid van Tunesië kreeg het de huidige, Arabische naam.
De poort bevindt zich aan de oostzijde van het oude stadscentrum, de medina van Tunis. Aanvankelijk lag er buiten de poort een leeg terrein. Rond 1860 hernoemden de Fransen de poort in Porte de France toen daar een Franse ambassade werd gebouwd. Een tijd lang gold de poort en het daarbij gelegen stuk muur als de grens tussen het Franse en het Arabische stadsdeel. De winkels die aan beide zijden van de poort een soort muur vormden zijn in 1939 weggehaald. Sindsdien staat de poort als vrijstaand monument op het Victorieplein.